# くわなメディアライヴ
くわなメディアライヴ（Kuwana Media Live）は、三重県桑名市中央町3丁目79番地にある複合施設。略称はKML。
桑名市立中央図書館を核とし、保健センターや多目的ホールを内包する。図書館と保健センターが同じ施設内にあることを生かしたブックスタート事業が行われている。桑名市立中央図書館は日本で初めてPFI方式によって建設・運営されている図書館であり、日本中の自治体や図書館関係者から注目されている。「くわなメディアライブ」という表記は誤り。

## 沿革
- 2002年（平成14年）7月 - 着工[1]。
- 2004年（平成16年）7月 - 竣工[1]。
- 2004年（平成16年）10月1日 - 開館[5]。

## 施設

### 1階
1階には桑名市立中央図書館の閉架書庫や図書返却ポストもある。
- 桑名市多目的ホール
  - 開館時間：午前9時～午後9時
  - 休館日：火曜日、年末年始

- 桑名市プレイルーム
  - 開室時間：午前9時～午後5時
  - 休室日：年末年始

- タリーズコーヒーくわなメディアライヴ店
  - 営業時間：午前9時～午後9時

### 2階
かつて2階には桑名市勤労青少年ホームもあったが、2015年（平成27年）3月31日に廃止された。
- 桑名市中央保健センター
  - 開館時間：午前8時30分～午後5時15分
  - 休館日：土日祝日、年末年始

### 3階・4階
- 桑名市立中央図書館
  - 開館時間：午前9時～午後9時
  - 休館日：水曜日、特別整理期間、年末年始

## 周辺施設
三重県道504号桑名港線に面しており、38台分の駐車場と120台分の駐輪場がある。
- 桑名市中央公民館
- 桑名郵便局
- アピタ桑名店
- 桑名市民会館
- 桑名シティホテル

## アクセス
- JR関西本線・近鉄名古屋線・養老鉄道桑名駅および三岐鉄道西桑名駅から徒歩6分[4]
- K-バス東部ルート「桑名メディアライヴ前」バス停からすぐ
- 三重交通バスおよび八風バス「市役所前バス停」から徒歩3分